# Henri Cliquet-Pleyel
Henri Cliquet-Pleyel (Parijs, 12 maart 1894 - aldaar, 9 mei 1963) was een Franse componist. In 1913 begon hij zijn muzikale studies aan het Conservatorium van Parijs bij de leraren André Gedalge en Eugène Cools, van wie hij contrapunt en fuga leerde, voordat hij compositie ging studeren bij Charles Koechlin, die les had gegeven aan uiteenlopende musici als Poulenc, Milhaud (leden van de groep Les Six) en Cole Porter.
Hij werd hoofdleraar zang aan de school van Cannes en verhuisde later naar Deauville en ten slotte naar Aix-les-Bains. In 1923 was hij medeoprichter van de School van Arcueil, samen met andere musici, Henri Sauguet, Maxime Jacob, en Roger Désormière. De vier waren fan van de muziek van Erik Satie, die op dat moment in Arcueil woonde. De musici van deze groep legden zich toe op de muzikale doelstellingen van helderheid, eenvoud en een verbintenis met de Franse muzikale traditie, waaronder de Franse humor, die volgens hen werd gekenmerkt door de muziek van Satie. De groep was van korte duur, en overleefde Satie's overlijden in 1925 niet lang. Cliquet-Pleyel is een van de weinige bekende componisten die een pianoconcert voor de rechterhand alleen heeft geschreven (er bestaan tientallen concerti voor de linkerhand alleen).
Hij overleed in zijn geboorteplaats Parijs op 69-jarige leeftijd.

## Werk

### Met orkest
- The Beautiful Enchantress, operette (1938)
- Transbaïkal voor piano en orkest (1938)
- Spain, voor koor en orkest (1938)
- Sardana (1938)
- Concerto voor piano (rechterhand) en orkest (1939)
- Concerto voor piano en orkest (1940)
- Phaedra, voor koor en orkest (1940)
- Song of the Columns, voor vrouwenkoor en orkest (1945)
- Scenes for Ballet (1962)
- Beetles, voor zang en klein orkest (1962)

### Voor piano
- Three Pieces in the Style of Erik Satie [Trois pièces à la manière d'Erik Satie] (1921)
- Suite (1922)
- 1ste Tango (1920)
- 2de Tango (192?)
- 3de Tango (1921)
- 4de Tango (1922)
- 5de Tango (192?)
- 1ste Blues (Come Along) (1922)
- 2de Blues (Far Away) (1922)
- Menuet (1926)
- Le Tombeau de Satie (1928)
- Seven Etudes voor piano (1935)
- Childish Evenings, voor piano, 4-handig (1937)
- Sonata (1940)
- Seven Preludes (1942)

### Overige ensembles
- Sonata #1 voor viool en piano
- Sonata #2 voor viool en piano
- Sonata #3 voor viool en piano
- Trio for piano en snaren
- Snaar kwartet #1 (1912)
- Snaar kwartet #2 (1923)
- Trio voor piano, klarinet en harp (1962)
- Incidentele muziek voor verschillende films.